# Vision des heiligen Hubertus (Rincq)

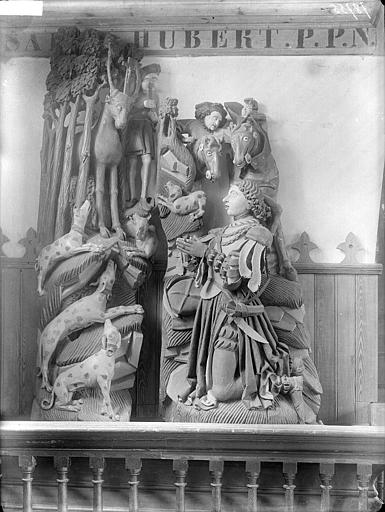
Relief Vision des heiligen Hubertus in Rincq

Das Relief Vision des heiligen Hubertus in der Kirche St-Omer in Rincq, einem Ortsteil der französische Gemeinde Aire-sur-la-Lys im Département Pas-de-Calais in der Region Hauts-de-France, wurde im 16. Jahrhundert geschaffen. Im Jahr 1935 wurde das Relief als Monument historique in die Liste der geschützten Objekte (Base Palissy) in Frankreich aufgenommen.
Das polychrome bzw. vielfarbig gefasste Holzrelief beim südlichen Portal ist 1,85 Meter hoch und 1,35 Meter breit. Der heilige Hubertus kniet vor einem von Jagdhunden gestellten Hirsch, der ein Kruzifix im Geweih trägt. 
Die Legende erzählt, dass sich Hubertus nach der Vision taufen ließ und der Jagd abschwor.